# Huis Bergh
Pour les articles homonymes, voir Huis (homonymie).
Huis Bergh est un château situé à 's-Heerenberg, dans la commune de  Montferland, province de Gueldre, près de la frontière allemande. C'est l'un des plus grands châteaux des Pays-Bas. Son nom est donné à la région du Pays de Bergh (Land van den Bergh). Il était la propriété de la famille des Comtes de Bergh.

## Histoire
L'histoire de la construction remonte au XIIIe siècle. Les parties principales du château datent des XIVe, XVe et XVIIe siècles. Au début de la Révolte des gueux, sous le règne du stathouder Guillaume de Berghes, le bâtiment est endommagé. En 1735 le château est détruit par le feu. Entre 1799 en 1842, pendant la Mission de Hollande, le château abritait un  séminaire catholique. 
En 1912, Huis Bergh et ses dépendances sont acquis par Jan Herman van Heek (1873 - 1957), un industriel du textile et collectionneur d'art d'Enschede. Il restaure les bâtiments. En 1939, un autre feu endommage le bâtiment mais la plupart du mobilier et des œuvres d'art est sauvé. La rénovation démarre la même année et est terminée en 1941.
Le château est maintenant un lieu de communication événementielle, lieu de concerts, d'expositions et de spectacles, aussi un hôtel de luxe.

## Collection d'art
Huis Bergh contient une collection de peintures italiennes de la première époque; un exemple célèbre en est un tableau représentant un ange, partie de la
Maestà de Duccio di Buoninsegna, qui a rejoint la collection du château au XIXe siècle. Un autre joyau est une copie d'un  portrait d'Érasme par Hans Holbein le Jeune. On trouve aussi une œuvre de l'école de Jérôme Bosch, les Noces de Cana ('s-Heerenberg) (nl), et une Découverte de la vraie croix, de Jan Polack, datant de 1496.
Huis Bergh  possède en outre une importante collection de manuscrits médiévaux, dont des livres d'heures, des pièces de monnaie, des armures, et des portraits d'anciens propriétaires.
La base de cet ensemble d'objets d'art vient de la collection de Friedrich Wilhelm Mengelberg (en) (1837 - 1919) acquise par Jan Herman van Heek en 1919.

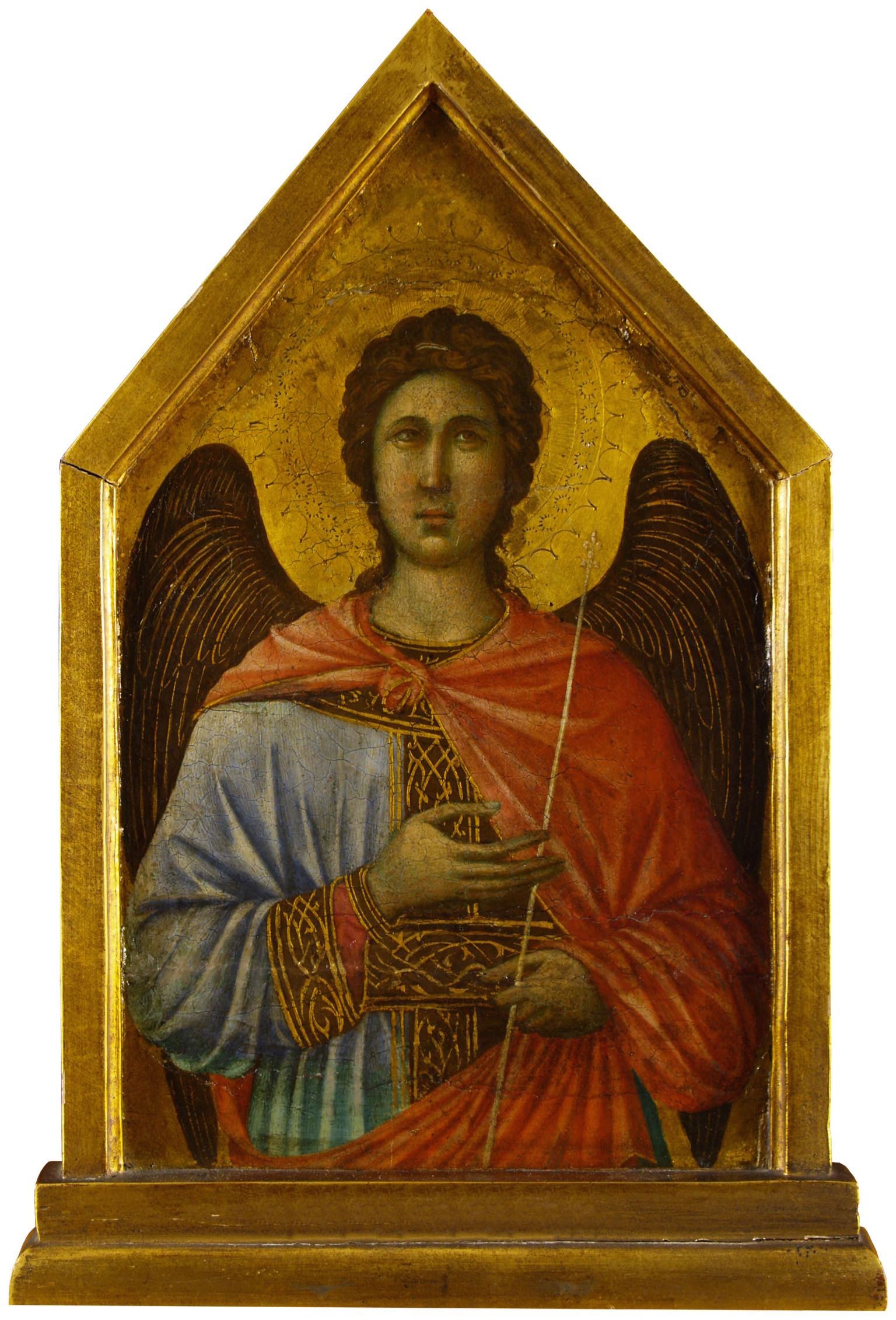
Duccio, « Ange Gabriel », La Maestà.
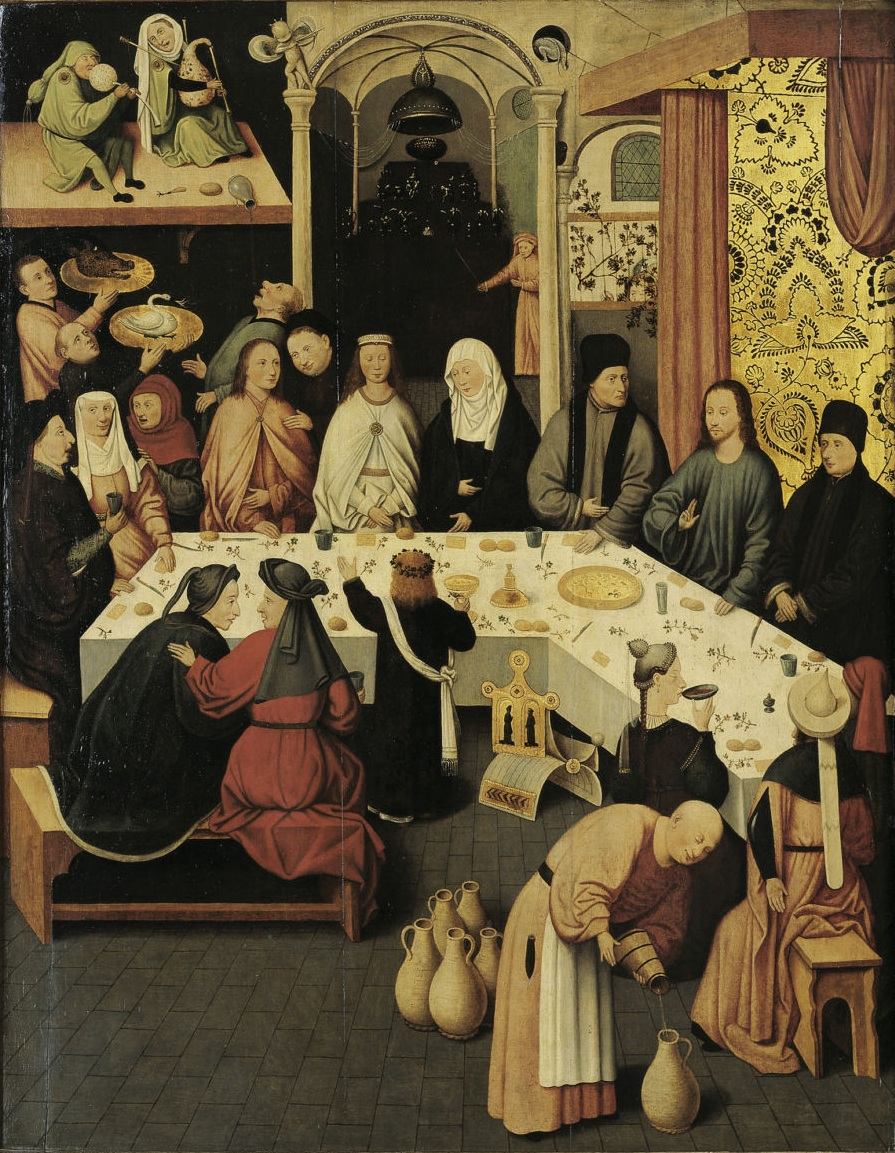
Anonyme, Noces de Cana, d'après Jérôme Bosch.
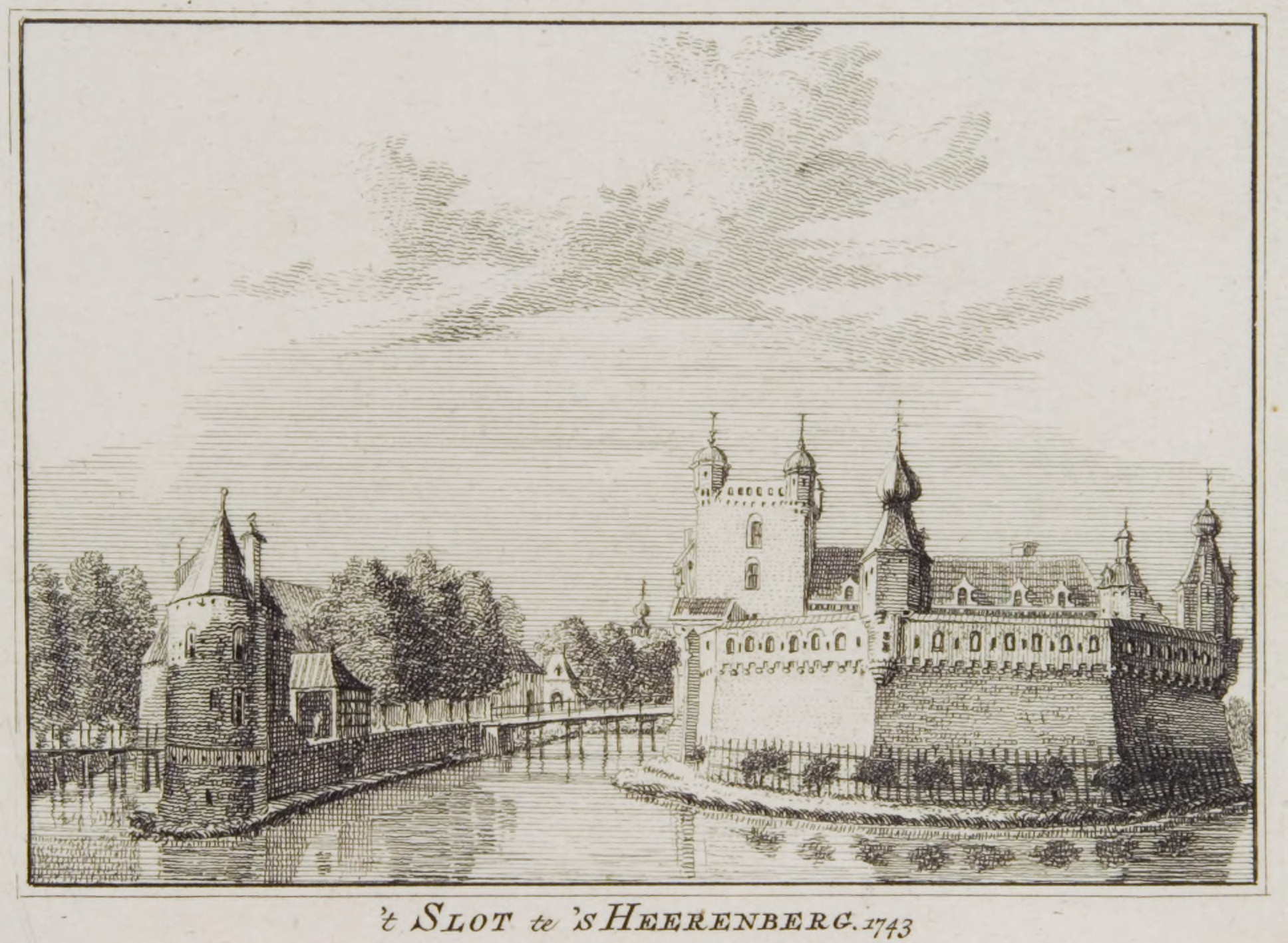
Le château en 1752.
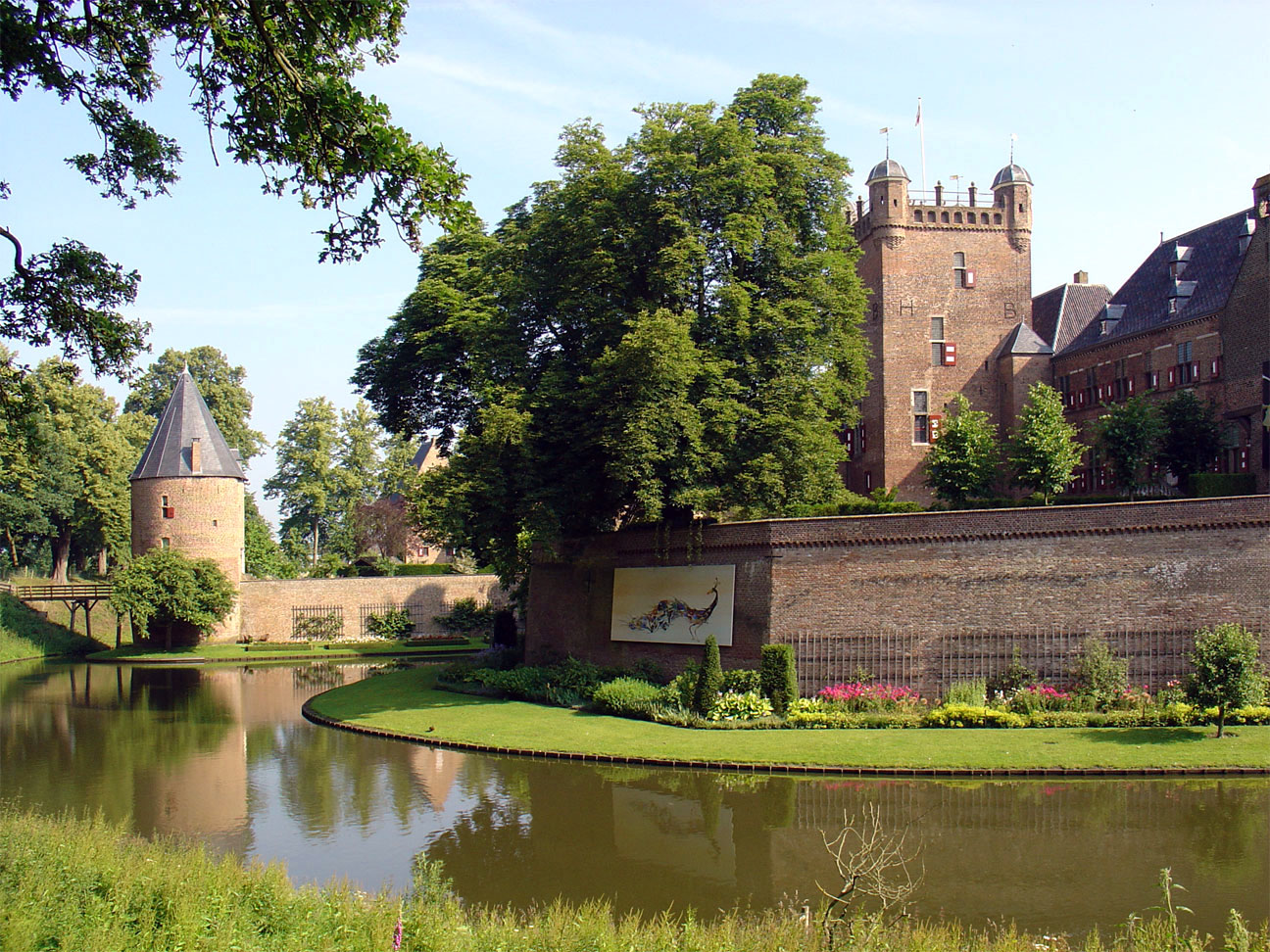
Le château en 2009.

### Tableaux (sélection)
- Hans Döring, Sainte Parenté, 1515.
- Maître néerlandais, Triptyque de la Vierge à l'Enfant avec donateurs, 1590.
- Taddeo di Bartolo, Miracle de saint François, 1403.
- Maestro di Monteoliveto, Crucifixion avec Marie et Jean, vers 1330.
- Bicci di Lorenzo (panneau central) et Jacopo di Casentino (volets latéraux), Triptyque Marie avec les deux Jean, 1405.
- Lorenzo Veneziano, Dormition de Marie, 1290.
- Copie de Pier  Francesco Fiorentino, Marie adorant l’enfant Jésus, vers 1475.
- Spinello Aretino, Apôtre, 1385.
- Neri di Bicci, Vierge à l'Enfant avec saints Pierre et Paul, 1470.
- Duccio di Buoninsegna, Ange Gabriel, 1308-1311. Panneau  de la  Maestà.
- Maître de la Pietà Fogg, Sainte Lucie et saint Paul, vers 1300.

### Sculptures (sélection)
- Inconnu, Vierge à l'Enfant sur la lune, vers 1500.
- Inconnu, Retable avec Marie, Jésus et la Trinité, saintes Élisabeth et Catherine, vers 1475.

### Manuscrits (sélection)
- Livre d'heures, Bruges, vers 1460.
- Bible de saint Jérôme, France, vers 1230. 645 folios, 53 initiale peintes, 82 initiales historiées.
- Thomas d'Aquin Quaestiones de duodecim quodlibet, vers  1450. 273 folios. Onze grandes et 330 petites initiales.